# EC Rio São Paulo
EC Rio São Paulo is een Braziliaanse voetbalclub uit Rio de Janeiro. 

## Geschiedenis
De club werd opgericht in 1952 als amateurclub. In 2006 werden ze een profclub en gingen ze in de Série C spelen, de huidige Série B2. Na een mager eerste seizoen kon de club in het tweede seizoen de tweede fase bereiken, maar meer ook niet. Hierna werden ze terug een amateurclub tot ze terugkeerden in 2010. In 2012 en 2015 namen ze ook niet deel aan de competitie. 
In 2016 bereikte de club voor het eerst de eindfase van de competitie en maakte zo kans op promotie, maar verloor deze van Barcelona. Nadat in 2018 de degradatie nipt vermeden werd kon de club in 2019 de titel bemachtigen en zo voor het eerst promoveren naar de Série B1. De club eindigde in de middenmoot, maar degradeerde toch door een competitiehervorming. In 2024 degradeerde de club naar de vijfde klasse. 